# Anton Berlage
Anton Berlage (* 21. Dezember 1805 in Münster; † 6. Dezember 1881 ebenda) war ein katholischer Theologe der Fachrichtung Dogmatik.

## Leben und Wirken
Nach Erlangung des Abiturs studierte Berlage zunächst Theologie und Philosophie unter anderem bei Wilhelm Esser in seiner Heimatstadt Münster. 1826 ging er zu weiteren Studien an die Universität Bonn zu Georg Hermes. Sowohl Esser als auch Hermes beeinflussten Berlage zunächst in Richtung auf den  Hermesianismus. Die anschließenden Studienjahre in Tübingen, insbesondere die Jahre 1829 und 1830, wurden für seine wissenschaftliche Entwicklung als katholischer Dogmatiker entscheidend. Johann Sebastian von Drey und Johann Adam Möhler führten ihn hier in die katholische Dogmatik ein. 1830 ging er zu Joseph Görres und Franz von Baader nach München, um seine Promotion vorzubereiten. 1831 erhielt er seinen theologischen Doktor. 1831 wurde er als Privatdozent an der theologischen Fakultät in Münster zugelassen. Er gab hier Vorlesungen über Apologetik, Dogmengeschichte und Symbolik. Am 17. März 1832 wurde er zum Priester geweiht. 1835 wurde er zum Professor für Theologie in Münster ernannt. In den Jahren 1849/50, 1855/56 und 1865/66 war Berlage Rektor der Universität Münster. 1832 wurde Berlage vom Papst Gregor XVI. zum Hausprälaten ernannt.

## Werk
Berlage nahm unter den katholischen Dogmatikern des 19. Jahrhunderts eine hervorragende Stellung ein. Sein Hauptwerk, die „Katholische Dogmatik“, erschien von 1839 bis 1864 in sieben Bänden in Münster. Er vertrat in diesem Werk den Standpunkt der geschichtsorientierten Katholischen Tübinger Schule. Zur Grundlegung der Dogmatik hatte Berlage zunächst das Werk „Apologetik der Kirche oder Begründung der Wahrheit und Göttlichkeit des Christenthums in seiner Fortpflanzung und Entwicklung“ (Münster 1834) verfasst. Besonders im ersten Band der Dogmatik wandte sich Berlage gegen seinen früheren Lehrer Georg Hermes und das von diesem vertretene System des Hermesianismus. Berlage plante eine zweite Auflage der Katholischen Dogmatik, in der er tiefer auf das Verhältnis von Glauben und Wissen sowie von Philosophie und Theologie eingehen wollte. Zu dieser zweiten Auflage kam es nicht mehr.

## Schriften (Auswahl)
- Über die Beweise von Gottes Dasein im Allgemeinen und über die ontologische und cosmologische Beweisform im Besonderen. In: Katholisches Magazin für Wissenschaft und Leben, 1. Band, Coppenrath, Münster 1845, S. 1–14, 236–248 und 502–528.